# C/1965 S1 Ikeya-Seki

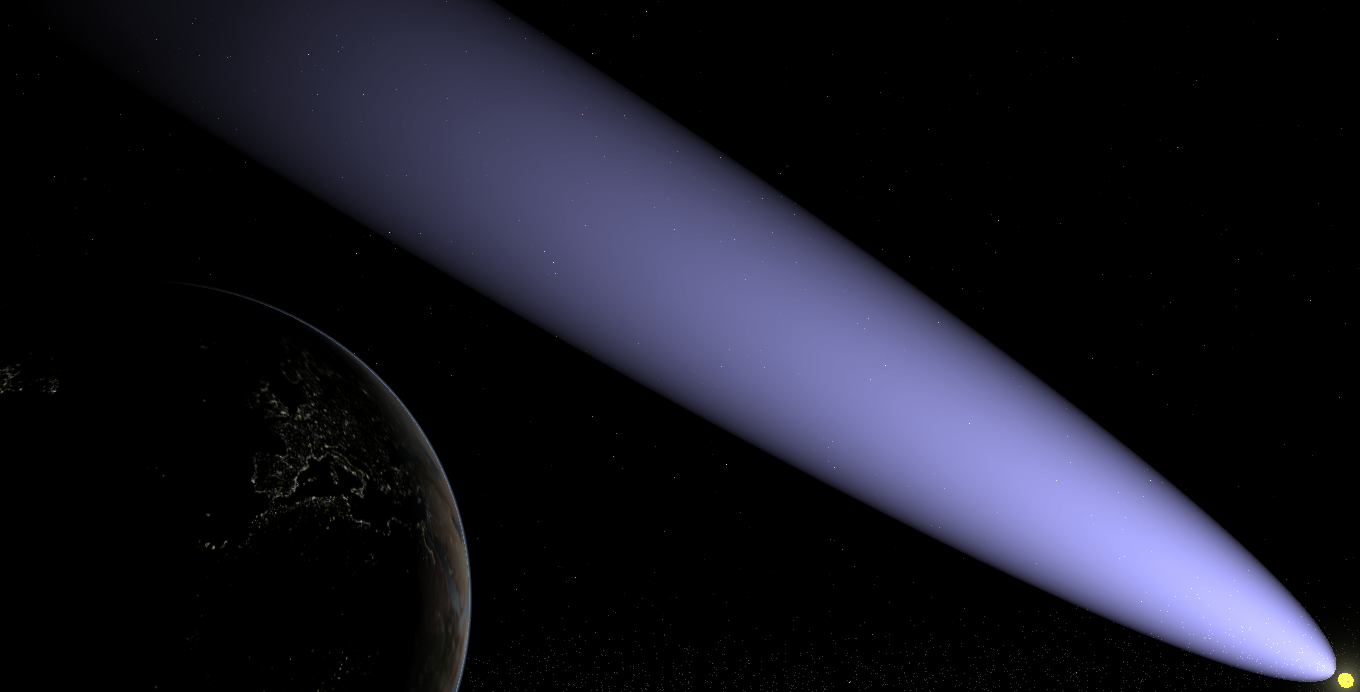
Simulazione delle dimensioni della coda della Ikeya-Seki durante il passaggio al perielio (in basso a sinistra è visibile la Terra)

La cometa Ikeya-Seki, indicata formalmente come C/1965 S1 (Ikeya-Seki), C/1965 VIII e 1965f, era una cometa scoperta indipendentemente da Kaoru Ikeya e Tsutomu Seki.
La prima osservazione fu fatta con un telescopio il 18 settembre 1965. I primi calcoli della sua orbita suggerirono che il 21 ottobre sarebbe dovuta transitare a soli 450000 km dalla superficie del Sole e che probabilmente sarebbe stata molto luminosa.
La luminosità delle comete spesso può tradire le previsioni, ma quelle relative alla Cometa Ikeya-Seki si rivelarono esatte. Al suo perielio le osservazioni riportarono che essa era chiaramente visibile in pieno giorno, avendo cura di schermare il Sole. Al momento del suo perielio in Giappone a mezzogiorno, essa splendeva addirittura di magnitudine di −10. È stato accertato che è stata la cometa più luminosa degli ultimi 2000 anni ed è conosciuta da molti come la Grande Cometa del 1965. La coda è stata stimata a circa 30°, ossia misurante più di 100 milioni di chilometri
La cometa è stata vista rompersi in tre pezzi due settimane dopo il suo passaggio al perielio, il 4 novembre, benché già inizio ottobre, astronomi della stazione di Norikura in Giappone avevano notato forti cambiamenti di luminosità del nucleo. I tre pezzi seguono orbite praticamente identiche. Le ultime osservazioni indicano una distanza di 25'' fra i due frammenti più grandi del nucleo (circa 20 000 km), mentre un terzo frammento appariva molto diffuso e poco visibile.
La cometa Ikeya-Seki fa parte delle comete del gruppo di Kreutz, un gruppo di comete originatesi da una grande cometa, X/1106 C1, che si ruppe nel 1106.